# Anthon Frederiksen
Anthon Frederiksen (født 1953 i Illumiut) er en grønlandsk politiker for Partii Naleraq. Han har tidligere været formand for Kattusseqatigiit (Kandidatforbundet) fra 1993, der officielt blev registreret som et politisk parti i 2005 og opløstes 2013. Fra 2001 til 2008 var han borgmester i Ilulissat Kommune. 
Frederiksen er uddannet indenfor politiet i 1974 og gjorde tjeneste i Ittoqqortoormiit, Upernavik, Qeqertarsuaq og Ilulissat. I 2000 fik han udmærkelsen DANVAR 2000 for 25 års tjeneste. 
Han var indenrigsminister i Regeringen Kuupik Kleist fra juni 2009 til marts 2013.